# Don Quijote cabalga de nuevo
Don Quijote cabalga de nuevo es una película hispano-mexicana de comedia y drama de 1972 dirigida por Roberto Gavaldón. Consiste en una adaptación libre al célebre libro de Miguel de Cervantes, Don Quijote de la Mancha; de acuerdo al libreto de Carlos Blanco, es «la verdad de lo ocurrido en aquel lugar de la Mancha, según Sancho». 
Junto con las dos anteriores superproducciones de los Estados Unidos, La vuelta al mundo en 80 días (1956) y el musical Pepe (1960), Don Quijote cabalga de nuevo, fue una de las tres producciones que Cantinflas realizó fuera de México.

## Argumento
Don Quijote vive obsesionado por la caballería andante y sus códigos de honor. Acompañado de su peculiar escudero Sancho Panza, Don Quijote tiene una serie de aventuras en las cuales se mezclan las burlas y engaños de los demás.

## Reparto
- Cantinflas como Sancho Panza.
- Fernando Fernán Gómez como Don Quijote de la Mancha / Alonso Quijano.
- María Fernanda D'Ocón como Dulcinea del Toboso / Aldonza Lorenzo.
- Paca Gabaldón como Altisidora (como Mary Francis).
- Ricardo Merino como Bachiller Sansón Carrasco.
- José Orjas como Juez.
- Emilio Laguna como Duque.
- Alberto Fernández como Pedro Pérez, el cura párroco.
- Laly Soldevila como Duquesa.
- María Luisa Ponte como Ama de Don Alonso Quijano.
- Serafín García Vázquez
- Valeriano Andrés como Maese Nicolás, barbero (como Valeriano de Andres).
- Rafael Hernández como Mozo en la cuadra con Aldonza.
- Manuel Alexandre como Mozo del juicio ante Sancho Panza.
- Luis Morris como Angulo el malo, cómico.
- Agustín González como Mayordomo del Duque.
- Valentín Tornos como Baldomero Fernández, notario.
- Diana Lorys como Moza del juicio ante Sancho Panza.
- Javier Escrivá como Miguel de Cervantes.

## Producción

### Rodaje

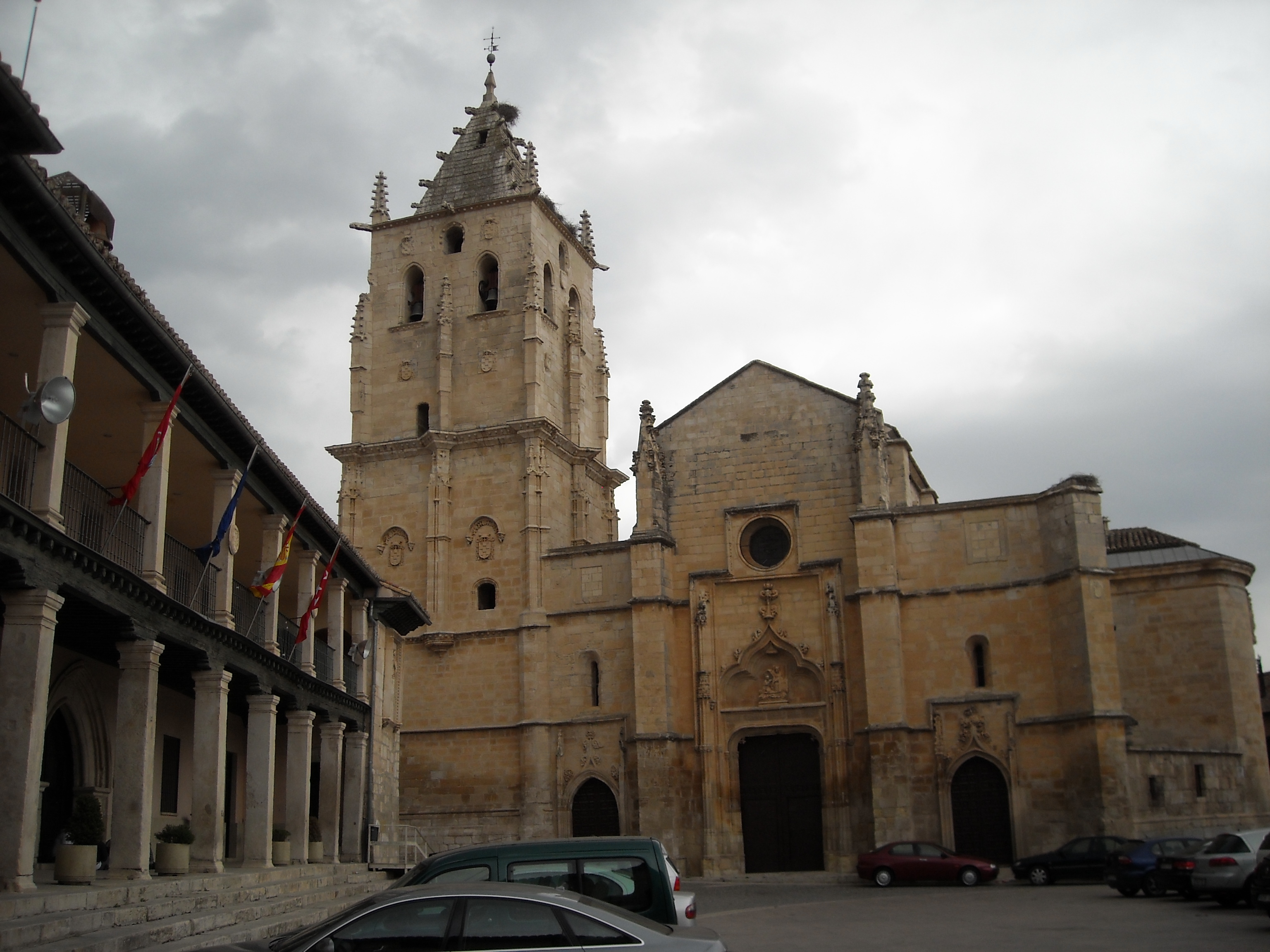
Iglesia de la Magdalena, Torrelaguna.

Don Quijote cabalga de nuevo fue filmada entre mediados y finales de 1972, en localizaciones históricas de España como Consuegra y El Romeral en Toledo, el Parque natural de Despeñaperros en Ciudad Real (Castilla-La Mancha), la Iglesia de Nuestra Señora de la Magdalena en Torrelaguna y el Palacio de Avellaneda, en Peñaranda de Duero, Burgos (Castilla y León), y en otros sitios de Madrid como La Pedriza, Manzanares el Real, Talamanca de Jarama y Villaseca de Uceda (Guadalajara).
La producción tuvo lugar en los Estudios Roma, Madrid, y estuvo a cargo de la mexicana Rioma Films y la española Óscar Producciones Cinematográficas S.A.

## Recepción

### Crítica
Aunque la película fue realizada incluyendo un elenco de actores muy reconocidos para la época,  fue recibida con críticas divididas, predominado ampliamente los comentarios negativos.[cita requerida] Cantinflas (por entonces en la cúspide su fama) aparece acreditado con uno de los papeles estelares, pero su actuación dista mucho de ser el protagónico habitual. Tradicionalmente esta parodia no es considerada como uno de sus trabajos más representativos y está prácticamente olvidada en su extenso repertorio.[cita requerida] El cómico no volvería a filmar fuera de su país en lo sucesivo.
Entre los actores, aparte de la extravagante presencia de Cantinflas como Sancho Panza, habría que destacar la de Fernando Fernán Gómez, en su muy apropiado[cita requerida] papel de Don Quijote, y es uno de los puntos altos a mencionar.[cita requerida]
Probablemente lo más cuestionado fue el disparatado[cita requerida] guion de Carlos Blanco, al cual muchos críticos calificaron de confuso.[cita requerida] Es muy original, ofreciéndonos el punto de vista de Sancho: su fidelidad consiste en recoger su espíritu, su loca diversión: y para hacer más ágil la adaptación mezcla distintos pasajes y personajes conocidos, incluso personifica al propio Miguel de Cervantes, en un juego metateatral como el que propone el propio Cervantes al hacer que su Don Quijote se encuentre con el falso de Alonso Fernández de Avellaneda. Sectores más conservadores criticaron además que el personaje de Sancho Panza lo hiciera un mexicano, a pesar de que es uno de los mayores atractivos de la película.[cita requerida]
A pesar de ello, algunos consideran que supera en mucho[cita requerida] a otras adaptaciones más contemporáneas de la novela del mismo nombre, como la serie de televisión animada de 1979 (España), la película de 1987 (Australia), y la galardonada serie de televisión de TVE El Quijote de Miguel de Cervantes y al inconcluso Don Quijote de Orson Wells, ambas estrenadas en 1992.[cita requerida]

### Taquilla
Fue estrenada el 9 de marzo de 1973 en España y el 10 de mayo del mismo año en México, y distribuida por Filmayer S.A.
La taquilla bruta estimada fue de 69.807.068 ₧ en España, cifra más que aceptable para la época y una asistencia en los cines ibéricos de 1 432 582 espectadores. 
En México (y en Latinoamérica en general) en cambio, tuvo una respuesta bastante modesta, aunque no se disponen de datos oficiales.

## Premios y honores
La película fue exhibida en la edición de 2019 del Festival Internacional de Cine de San Sebastián como parte de una retrospectiva a la obra de Roberto Gavaldón.